# Liste der Baudenkmäler im Wuppertaler Wohnquartier Sudberg
Die Liste der Baudenkmäler im Wuppertaler Wohnquartier Sudberg enthält die denkmalgeschützten Bauwerke auf dem Gebiet von Wuppertal-Sudberg in Nordrhein-Westfalen (Stand: November 2011). Diese Baudenkmäler sind in der Denkmalliste der Stadt Wuppertal eingetragen; Grundlage für die Aufnahme ist das Denkmalschutzgesetz Nordrhein-Westfalen (DSchG NRW).

## Auszug aus der Denkmalliste

### Eingetragene Baudenkmäler
| Bild           | Bezeichnung | Lage                           | Beschreibung | Bauzeit                        | Eingetragen seit | Denkmal- nummer |
| -------------- | ----------- | ------------------------------ | ------------ | ------------------------------ | ---------------- | --------------- |
| Wohnhaus       | Wohnhaus    | Sudberg Hintersudberg 59 Karte |              | 2. Hälfte des 18. Jahrhunderts | 2. November 1987 | 1175            |
| Wohnhaus       | Wohnhaus    | Sudberg Hintersudberg 61 Karte |              | Anfang des 18. Jahrhunderts    | 2. November 1987 | 1176            |
| weitere Bilder | Wohnhaus    | Sudberg Oberheidt 27 Karte     |              | 18. Jahrhundert                | 22. Oktober 1984 | 171             |
| weitere Bilder | Wohnhaus    | Sudberg Oberheidt 29 Karte     |              | 18. Jahrhundert                | 22. Oktober 1984 | 172             |
| weitere Bilder | Wohnhaus    | Sudberg Oberheidt 31 Karte     |              | 18. Jahrhundert                | 22. Oktober 1984 | 173             |
| weitere Bilder | Wohnhaus    | Sudberg Oberheidt 33 Karte     |              | 18. Jahrhundert                | 22. Oktober 1984 | 174             |

### Ausgetragene Baudenkmäler
| Bild     | Bezeichnung | Lage                       | Beschreibung | Bauzeit         | Eingetragen seit | Denkmal- nummer |
| -------- | ----------- | -------------------------- | --- | --------------- | ---------------- | --------------- |
| Wohnhaus | Wohnhaus    | Sudberg Oberheidt 23 Karte | In der Denkmalliste online als "Abbruch/Entlassung" klassifiziert, aber ohne Austragungsdatum, ist das Gebäude im Juni 2018 verschwunden. Das Grundstück erscheint zu diesem Zeitpunkt noch relativ frisch eingeebnet und ist mit Absperrgittern umstellt. | 18. Jahrhundert | 4. Dezember 1984 | 199             |